# Conseil départemental de la Côte-d'Or
Le conseil départemental de la Côte-d’Or est l'assemblée délibérante du département français de la Côte-d'Or. Avant le renouvellement des assemblées départementales de 2015, cette instance portait le nom de conseil général de la Côte-d’Or.
Composé de 46 conseillers départementaux élu pour six ans, il est présidé par François Sauvadet depuis 2008.

## Le siège

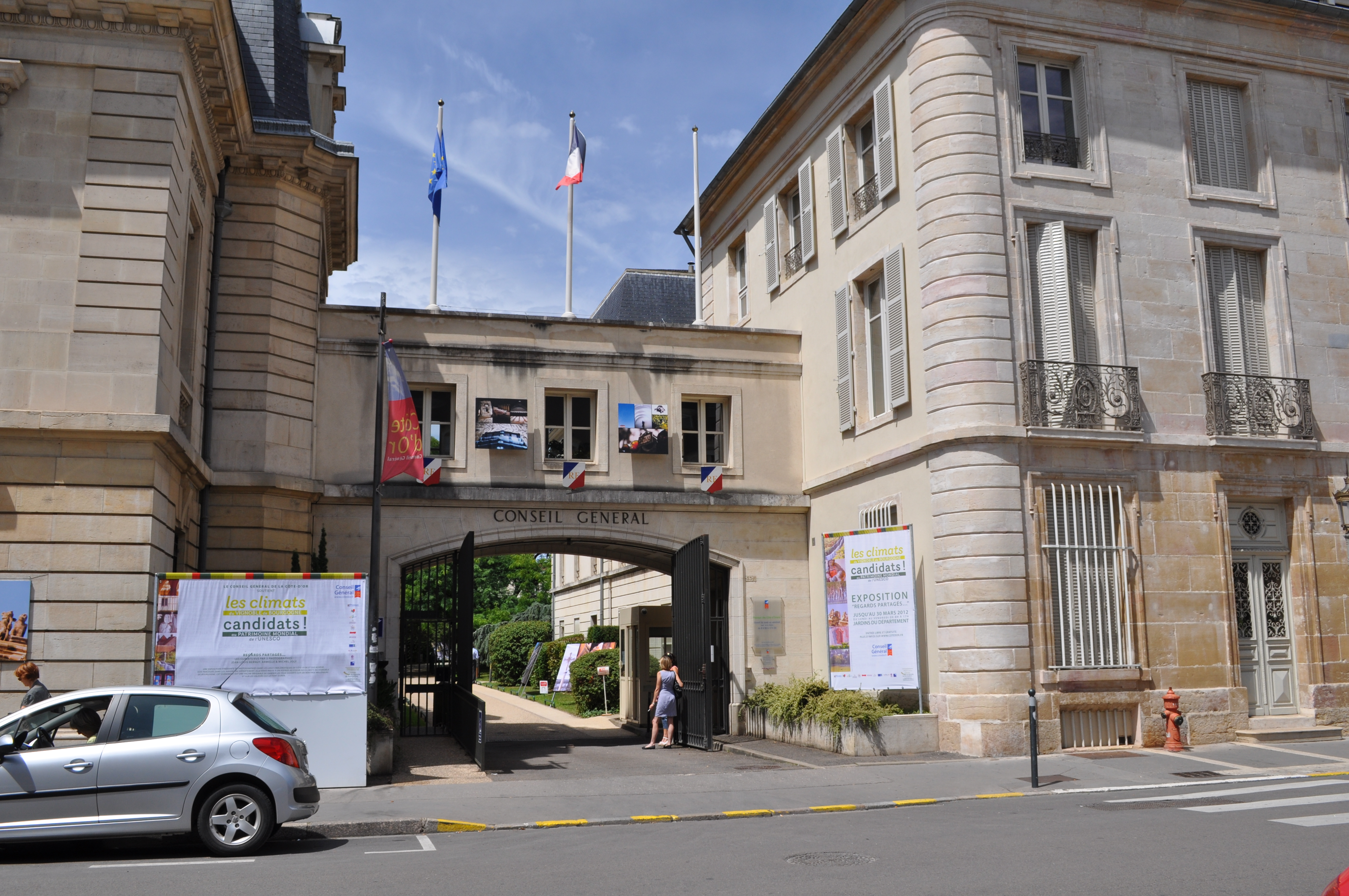
Entrée du conseil départemental, rue de la Préfecture à Dijon.

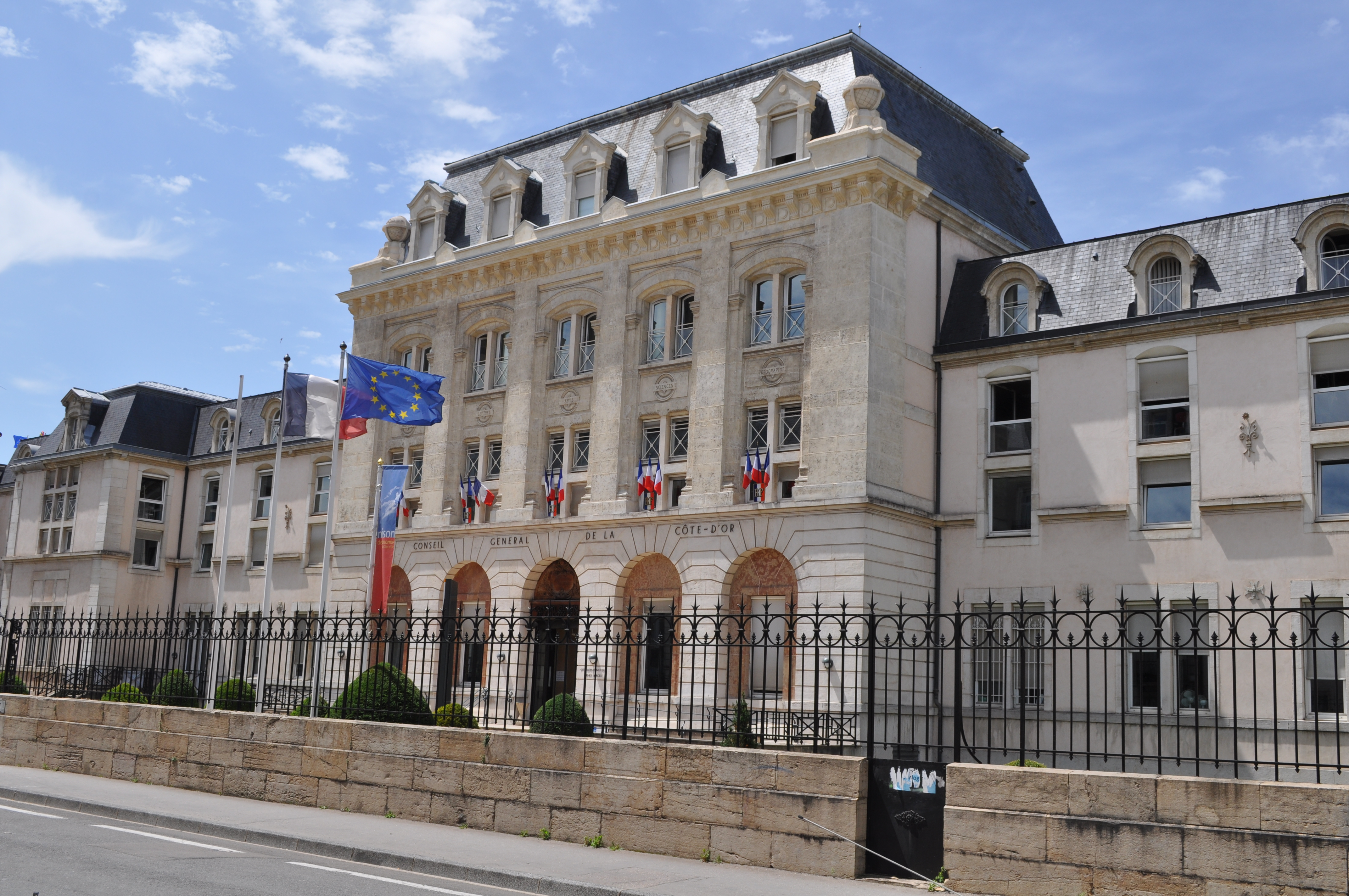
La cité Henry-Berger, rue Joseph Tissot.

Jusqu'en 1856, le conseil général de la Côte-d’Or est installé à l'hôtel Bouhier de Lantenay à Dijon, cohabitant avec l'administration de la préfecture. A partir de cette date, l'assemblée s'installe dans l'ancien enclos de Clairvaux, contiguë à la préfecture. De 1899 à 1902, un nouveau bâtiment est construit par l'architecte Arthur Chaudouet, dénommé l'Hôtel du Département.
En 1991, l'administration récupère l'ancienne École normale de filles, devenant la cité Henry-Berger, antenne du conseil général, devenu conseil départemental en 2015.

## Président
Le président du conseil départemental de la Côte-d’Or est François Sauvadet (UDI), ancien ministre de la Fonction publique, élu le jeudi 20 mars 2008, réélu le jeudi 31 mars 2011 puis le jeudi 2 avril 2015. Il succède aux anciens présidents dont les noms suivent:
Depuis 1945, les présidents du conseil général puis du conseil départemental sont :
| Période                            | Période                      | Identité                            | Étiquette                    | Étiquette                    |
| Président du conseil général       | Président du conseil général | Président du conseil général        | Président du conseil général | Président du conseil général |
| ---------------------------------- | ---------------------------- | ----------------------------------- | ---------------------------- | ---------------------------- |
| 1945                               | 1946                         | Jean Bouhey                         |                              | SFIO                         |
| 1951                               | 1961                         | Robert Kuhn                         |                              | DVD                          |
| 1951                               | 1966                         | Marcel Roclore                      |                              | CNIP                         |
| 1966                               | 1975                         | Jean Veillet                        |                              | CNIP                         |
| 1975                               | 1979                         | Henri Massias Jurien de La Gravière |                              | DVD                          |
| 1979                               | 1982                         | Pierre Palau                        |                              | PS                           |
| 1982                               | 1988                         | Robert Poujade                      |                              | RPR                          |
| 1988                               | 1994                         | Henry Berger                        |                              | RPR                          |
| 1994                               | 2008                         | Louis de Froissard de Broissia      |                              | RPR puis UMP                 |
| 2008                               | 2015                         | François Sauvadet                   |                              | UDF puis NC                  |
| Président du conseil départemental |                              |                                     |                              |                              |
| 2015                               | En cours                     | François Sauvadet                   |                              | UDI                          |

## Questeur
- Laurent Thomas

## Vice-présidents
- François-Xavier Dugourd, 1er Vice-président
- Hubert Brigand, 2e vice-président
- Martine Eap-Dupin, 3e vice-président
- Emmanuelle Coint, 4e vice-président
- Ludovic Rochette, 5e vice-président
- Jean-Pierre Rebourgeon, 6e vice-président
- Catherine Louis, 7e vice-président
- Laurence Porte, 8e vice-président
- Denis Thomas, 9e vice-président
- Marc Frot, 10e vice-président
- Marie-Claire Bonnet-Vallet, 11e vice-président
- Patricia Gourmand, 12e vice-président
- Dominique Girard, 13e vice-président
- Patrick Chapuis, rapporteur du budget

## Conseillers départementaux
Le conseil départemental de la Côte-d’Or comprend 46 conseillers départementaux issus des 23 cantons de la Côte-d'Or.
|                                      |       |       |      |                            |
| Parti                                | Sigle | Sigle | Élus | Groupes                    |
| Majorité (28 sièges)                 |       |       |      |                            |
| Les Républicains                     |       | LR    | 15   | La Côte-d'Or passionnément |
| Union des démocrates et indépendants |       | UDI   | 6    | La Côte-d'Or passionnément |
| Divers droite                        |       | DVD   | 5    | La Côte-d'Or passionnément |
| La République en marche              |       | LREM  | 2    | La Côte-d'Or passionnément |
| Opposition (18 sièges)               |       |       |      |                            |
| Parti socialiste                     |       | PS    | 11   | Côte-d'Or Terres d'avenir  |
| Divers gauche                        |       | DVG   | 3    | Côte-d'Or Terres d'avenir  |
| Europe Écologie Les Verts            |       | EÉLV  | 2    | Côte-d'Or Terres d'avenir  |
| Génération.s                         |       | G.s   | 1    | Côte-d'Or Terres d'avenir  |
| Cap21                                |       | Cap21 | 1    | Côte-d'Or Terres d'avenir  |
| Président du Conseil départemental   |       |       |      |                            |
| François Sauvadet (UDI)              |       |       |      |                            |

## Composition des commissions intérieures

### Première commission: affaires financières, générales et ressources humaines
Présidente : Martine Eap-Dupin
Vice-président : Charles Barrière
Rapporteur général du Budget : Patrick Chapuis
Membres :
François-Xavier Dugourd, Anne Parent, Marie-Laure Rakic, Michel Bachelard, Christophe Lucand, Colette Popard, Christine Renaudin-Jacques

### Deuxième commission: aménagement du territoire, économie, logement, agriculture et développement durable
Président : Marc Frot
1er vice-président : Anne Erschens
2e vice-président et rapporteur économie : Denis Thomas
Rapporteur Eau, Environnement et Déchets : Dominique Girard
Membres : Valérie Bouchard, Sandrine Hily, Dominique Michel, Alain Millot, Pierre Poillot

### Troisième commission: infrastructures, transports et numérique
Président : Hubert Poullot
Vice-président : Vincent Dancourt
Rapporteur Voirie : Hubert Brigand
Rapporteur Numérique : Ludovic Rochette
Membres : Gilles Delepau, Laurent Thomas, André Gervais, Paul Robinat, Jeannine Tisserandot, Céline Tonot

### Quatrième commission: actions sociales et intergénérationnelles
Présidente : Emmanuelle Coint
1er vice-président : Danielle Darfeuille
2d vice-président : Christine Richard
Secrétaire : Christelle Meheu
Membres : Patricia Gourmand, Christophe Avena, Nathalie Koenders, Céline Maglica

### Cinquième commission: éducation, tourisme, sport et culture
Présidente : Catherine Louis
Vice-président : Valérie Dureuil
Rapporteur Culture : Laurence Porte
Rapporteur Tourisme Jean-Pierre Rebourgeon
Rapporteur Sports : Marie-Claire Vallet
Membres : Hamid El hassouni, Dénia Hazhaz, Béatrice Moingeon Hermary

## Budget
Le budget primitif 2015 du Conseil départemental de la Côte-d'Or est de 574,6 M€.
Il a été voté par l'Assemblée départementale lors de la session des 18 et 19 décembre 2014.

### Chiffres du budget 2015
- 2015 : 574,6 millions d'euros (Hors gestion active de la dette)

| Budget 2015 :                                                             | Budget 2015 :         |
| Domaine d'investissement                                                  | Investissement        |
| ------------------------------------------------------------------------- | --------------------- |
| Enfance                                                                   | 66 millions d'euros   |
| Seniors                                                                   | 74,1 millions d'euros |
| Handicap                                                                  | 67,5 millions d'euros |
| Insertion                                                                 | 53,5 millions d'euros |
| Transports scolaires Transco                                              | 28,1 millions d'euros |
| Transports collectifs Transco                                             | 5,9 millions d'euros  |
| Routes, aménagements, entretien et sécurité                               | 31,4 millions d'euros |
| Aménagement numérique                                                     | 15,5 millions d'euros |
| Programme Village Côte-d'Or, bâtiments communaux, de loisirs et scolaires | 3,4 millions d'euros  |
| Logement                                                                  | 3,8 millions d'euros  |
| Service Départemental d'Incendie et de Secours                            | 17 millions d'euros   |
| Eau et environnement                                                      | 4,5 millions d'euros  |
| Agriculture                                                               | 3,2 millions d'euros  |
| Économie et emploi                                                        | 2,4 millions d'euros  |
| Tourisme                                                                  | 6,9 millions d'euros  |
| Collèges                                                                  | 26,5 millions d'euros |
| Culture, jeunesse et sport                                                | 6,7 millions d'euros  |

## Identité visuelle

Logo de la Côte-d'Or (conseil général) de 2008 à 2015
Logo de la Côte-d'Or (conseil départemental) depuis 2015